# Le Pion blanc des présages
Le Pion Blanc des présages (titre original : Pawn of Prophecy) est le premier tome du cycle de Fantasy de David et Leigh Eddings, la Belgariade, publié en 1982 en anglais américain.

## Résumé
Dans le Royaume de Sendarie, le jeune Garion est élevé par sa tante Pol, cuisinière à la ferme de Faldor. Il est persuadé qu'elle est sa seule famille restante et il lui obéira en toute circonstance. Grandissant avec ses trois amis de toujours, il tombera amoureux de la seule fille du groupe, Zubrette. Alors que le jeune homme vient de fêter son quinzième anniversaire, un étrange conteur vagabond, que Pol appelle Vieux Loup Solitaire, mais que Garion préfère nommer Sire Loup, arrive à la ferme et annonce qu'un objet d'une importance immense a disparu.
Polgara décide alors de partir avec le conteur à la recherche de l'objet disparu, qui est en réalité l'Orbe d'Aldur, en emmenant Garion avec elle. Se joint au trio Durnik, le robuste forgeron de la ferme à la suite d'une tentative infructueuse de Brill, chargé d'espionner Garion et ses compagnons à la ferme, de les ralentir. 
En chemin, ils vont retrouver deux compagnons, Silk et Barak, qui vont se joindre à leur quête à travers la Sendarie. Le groupe ira dans plusieurs villes pour suivre le mystérieux objet et Garion en profitera pour apprendre le langage secret des Drasniens. Plus tard, arrêtés à l'Auberge du Lion par le colonel Brendig, le groupe est mené devant le roi de Sendarie. C'est à ce moment que Garion découvre que Silk est prince de Drasnie, que Barak est un comte du royaume de Cherek, que Sire Loup est le puissant sorcier Belgarath et que Tante Pol est en réalité Polgara, la fille de Belgarath et sorcière elle-même. 
Son monde s'effondrera en même temps que l'identité de sa "tante" et de Sire Loup devint une certitude. Persuadé d'être seul au monde, il se rend à Cherek où se sont réunis les dirigeants aloriens. À cause de ses conflits intérieurs, Garion décidera, contre l'avis de Polgara, de participer à une partie de chasse au sanglier sauvage. L'expérience se passa plutôt mal pour le jeune homme qui sera blessé lors de cette journée et pour Barak qui découvre son rôle de protecteur de Garion à cette occasion.
Garion dans le même temps découvre un complot visant à détrôner Anheg, le roi de Cherek, et de livrer Garion à un Grolim de Mallorée pour une raison obscure. Il suivra les étranges individus s'occupant de mener à bien ce complot et ira trouver sa tante et l'assemblée des rois pour les avertir. Un lien mental entre le jeune homme et un certain Murgos sera dévoilé et rompu par Polgara. 
Le roman s'achève sur le départ de Garion et de ses compagnons pour l'Arendie juste après l'échec des comploteurs travaillant, plus ou moins, contre leur gré pour les Murgos .

## Personnages principaux
- Garion
- Polgara
- Belgarath
- Durnik
- Silk
- Barack
- Asharak